# Gelis micariae
Gelis micariae là một loài tò vò trong họ Ichneumonidae.